# Dendryphantes niveornatus
Dendryphantes niveornatus là một loài nhện trong họ Salticidae.
Loài này thuộc chi Dendryphantes. Dendryphantes niveornatus được Cândido Firmino de Mello-Leitão miêu tả năm 1936.